# El diario de Greg (serie)
El diario de Greg (en inglés, Diary of a Wimpy Kid) es una serie de libros escritos por Jeff Kinney publicados por la Editorial RBA en España, la Editorial Océano Travesía en México y la Editorial Molino en el resto de Latinoamerica. Cuenta de forma cómica la historia de Greg Heffley, un preadolescente que comienza la educación secundaria. Desde el lanzamiento de la versión en línea en abril de 2004, la mayoría de los libros han obtenido críticas positivas y éxito comercial. A partir de 2021, se han vendido más de 250 millones de copias en todo el mundo, lo que la convierte en la sexta serie de libros más vendida de todos los tiempos.
El primer libro se lanzó el 1 de abril de 2007 y actualmente se han creado 19 libros de la colección y 10 fuera de colección. Varios de los diarios han sido adaptados como películas animadas.

## Libros en la serie
- Diary of a Wimpy Kid

- Diary of a Wimpy Kid: Rodrick Rules
- Diary of a Wimpy Kid: The Last Straw
- Diary of a Wimpy Kid: Dog Days
- Diary of a Wimpy Kid: The Ugly Truth
- Diary of a Wimpy Kid: Cabin Fever
- Diary of a Wimpy Kid: The Third Wheel
- Diary of a Wimpy Kid: Hard Luck
- Diary of a Wimpy Kid: The Long Haul
- Diary of a Wimpy Kid: Old School
- Diary of a Wimpy Kid: Double Down
- Diary of a Wimpy Kid: The Getaway
- Diary of a Wimpy Kid: The Meltdown
- Diary of a Wimpy Kid: Wrecking Ball
- Diary of a Wimpy Kid: The Deep End
- Diary of a Wimpy Kid: Big Shot
- Diary of a Wimpy Kid: Diper Överlöde
- Diary of a Wimpy Kid: No Brainer
- Diary of a Wimpy Kid: Hot Mess